# Первобытный человек в культуре Нового и Новейшего времени
Начиная с 70-х годов XIX века под влиянием эволюционного учения Чарльза Дарвина и палеонтологических открытий в сфере антропогенеза в европейском и американском общественном сознании появился и получил широкую известность образ далёкого предка современного человека или его ближайшего родственника, который описывался как первобытный, или доисторический человек. Облик этого существа реконструировали палеоантропологи и анатомы, воссоздавали художники, работавшие под руководством учёных. Была разработана научная методика таких реконструкций. Реконструкции конца XIX — начала XX века оказали влияние на ряд литературных произведений. Вариантами образа являются обезьяночеловек и пещерный человек.

## Развитие образа
Революционную роль в учении об антропогенезе сыграл английский натуралист Чарльз Дарвин. Теория антропогенеза в целом основана на гипотезе эволюции человека от древних обезьян, которая была высказана Жаном Батистом Ламарком и научно аргументирована Дарвином (симиальная гипотеза) в его труде «Происхождение человека и половой отбор» (1871). Симиальная гипотеза подтверждается данными палеонтологии и палеоантропологии, молекулярной генетики, иммунологии, сравнительной биохимии, этологии и других наук. Эволюция человека происходила непрямолинейно, в условиях высокой изменчивости видов.
Со второй половины XIX века, незадолго до публикации известного труда Дарвина «Происхождение видов» (1859), излагавшего его эволюционную теорию, происходит событие, которое принято рассматривать как «открытие неандертальца» (1856; костные останки данного типа находили и раньше — в 1829 и 1848 годах). Вначале его ошибочно представили как «промежуточное звено» между обезьяной и человеком. В ближайшие десятилетия находок становилось всё больше и известное мировой науке собрание костных фрагментов сделало возможным реконструкции облика «первобытного человека». Такие реконструкции произвели немецкий антрополог Г. Шааффхаузен (1877), а позднее художник Клеменс Филиппарт (1888), который по описаниям первого составил профильное изображение «головы неандертальца».
В 1873 году в нью-йоркском еженедельнике «Harper’s Weekly» (в период особенной популярности этого журнала) рядом с научно-популярной статьей «Неандерталец» была помещена гравюра Эрнеста Гризе, известного иллюстратора и карикатуриста. Изображение ещё не опиралось на метод «восстановления по костям», но представляла собой первую попытку воссоздания облика неандертальца в естественной обстановке, вместе с его женщиной и двумя прирученными собаками. В руке примитивный топор, сделанный из осколка кремня, который укреплён на деревянной ручке; изображено также его копье с кремневым лезвием. Две излюбленные темы художника — этнографическая и анималистическая — совместились в изображениях сцен охоты, включая «первобытной». Гризе отошёл от «классической» и, по сути, «антидарвинистской», манеры изображения облика, — например, на гравюрах Эмиля Баярда, выполненных к книге Луи Фигье (1870), где «первобытный человек» представлен как среднее между богемским крестьянином XIX века и спортсменом Древней Греции, без какого-либо родства с обезьяной, а «художники ледникового периода, по словам Фигье, не просто „предшественники Рафаэля и Микеланджело“, они и есть рафаэли и микеланджело». В своих экспрессивных сюжетах Гризе сильно шаржирует облик «дикаря», в том числе на рисунках к популярной книге Джеймса Гринвуда «Легенды
из жизни диких» (1869). Однако он изменил манеру письма после начала сотрудничества с влиятельным антропологом-дарвинистом Джоном Лаббоком, который доказывал, что необходимо учитывать не только археологические артефакты, но и современную этнографию. С опорой на эти концепции Гризе
стремился к «доисторическому правдоподобию», используя в том числе детали музейных коллекций.
Попытки воспроизвести облик «первобытного человека» по костным останкам эпохи палеолита связаны с «уликовой парадигмой» (по выражению Карло Гинзбурга), основанной на идеях искусствоведа Джованни Морелли, техниках психоанализа и приёмах криминалистических расследований, описанных Артуром Конан Дойлом,. Открытие останков, особенно в 1886 году, в пещере Спи д’Орнё (Бельгия), и в 1908 году в пещере Ля Шапелльо-Сен (Франция), позволило перейти к конкретным палеоантропологическим реконструкциям облика неандертальцев, которые произвели Фр. Купка (1909), Б. Сольгер (1910), Мартин (1913) и др. (также во многом ошибочным).
Широко известная реконструкция чешского художника Франтишка Купки под названием «Предок: человек двадцать тысяч лет назад» (1909) была выполнена по скелету неандертальца, найденному во Франции в 1908 году, под руководством французского палеонтолога Марселлена Буля (впоследствии установлено, что останки, послужившие основой для данной реконструкции, значительно древнее). Изображение воспроизвело похожую мизансцену, что и работа Гризе, но Купка «бестиализировал» своего персонажа, он обнажённый, волосатый и сутулый, имеет укороченную шею, укрупненную голову и с скорее обезьянье лицо. Рисунок был опубликован в популярном лондонском еженедельнике и подан как первая научно обоснованная реконструкция облика «доисторического человека с его привычками и образом жизни»; «доисторического человека вообще, а реального человека, чей череп был недавно обнаружен в департаменте Коррез».
Открытие почти полного скелета неандертальца, а также большое число реконструкций его облика, опубликованных в популярных иллюстрированных журналах оказали влияние на полемику эволюционистов с их противниками, а также вызывали более широкий общественный интерес, в том числе в сферах религии, политики, националистизма. Если в рамках палеоантропологических исследований они играли лишь незначительную роль, то на широкую аудиторию «восстановленные» изображения предков, которые были особенно убедительны, производили сильное впечатление и закреплялись в массовом сознании.
Художники, такие как Джей Маттернес, Альфонс и Адри Кеннис, стали пионерами анатомически строгих реконструкций ископаемых гоминидов и оказали существенное влияние на позднейший палеоарт.
Параллельный процесс по «визуализации первобытного человека» проходил в произведениях в художественной литературы. Жюль Верн в романе «Путешествие к центру Земли» (1864) описал реликтовое человекоподобное существо («чудовищного пастуха в чудовищной природе»), которое выжило в глубинах земли и встретилось герою произведения, ростом более 12 футов (около 3,65 м), с лесом всклокоченных волос и огромной ветвью — посохом. Источник этого образа прямо указывается в тексте произведения — находки, сделанные Жаком Буше де Пертой в каменоломнях Мулэн-Кюиньона (Франция), которые встретили достаточно настороженное отношение в научной среде. Жюль Верн, однако, утверждал, опираясь на противоположные мнения, что именно после этих находок «подлинность ископаемого человека четвертичной эпохи казалась неоспоримо доказанной и признанной», в чём оказался прав.
Анималистический роман Джека Лондона «Зов предков» (1903) содержит эпизод, гдн его центральному персонажу, псу Бэку, по каналам как бы «генетической памяти» из далёкого прошлого явился образ первобытного человека. Этот облик отсылает к палеонтологическим реконструкциям конца XIX — начала XX века: «ноги были короче, а руки длиннее», «свисавшие ниже колена», волосы «длинные и всклокоченные, череп у этого человека скошен от самых глаз к темени», тело, «покрытое волосами», имеется сутулость («стоял не прямо, а наклонив туловище вперед и согнув ноги в коленях»); обладал примитивным орудием или оружием («палка с привязанным к ней на конце большим камнем»). Это литературное изображение выглядит как описание гравюры Гризе из «Harper’s Weekly» (на которой присутствую также сидящие возле пещеры собаки) или работы Купки из лондонского еженедельника. Джек Лондон увлекался дарвинизмом; в 1906—1907 годах была издана его повесть «До Адама».
Персонажи романа Карела Глоухи «Заколдованная земля» (1910) попадают в тёплый оазис среди гренландских льдов, где обитает реликтовое племя гак-ю-маков, людей каменного века. В их описании отражены уже укоренившиеся в массовом сознании представления об внешнем виде первобытных людей.
В 1912 году произошло сенсационное открытие «очередного» «недостающего звена» — «Пилтдаунского человека», которое через 40 лет было разоблачено как фальсификация. К этой фальсификации мог быть вольно или невольно причастен и Конан Дойл, который в том же году опубликовал роман «Затерянный мир». В этом произведении некоторые обстоятельства из рассказов о приключениях полковника Перси Фоссетта в джунглях на границе Боливии и Бразилии, на плато Рикардо Франко-Хиллс, соединены с впечатлениями от «открытий» в карьере Пилтдаун. Герои романа в числе других реликтовых форм жизни встречают племя гоминидов — питекантропов, в описании которых, автор явно опирался на палеоантропологические представления своего времени. Таким образом, по сюжету романа было найдено пресловутое недостающее звено — человекообезьяны, подтвердившие теорию Дарвина. Между обитающими на затерянном плато первобытными индейцами и обезьянолюдьми идёт постоянная война, и цивилизованные герои помогают индейцам «окончательно решить обезьяний вопрос», истребив мужскую часть и поработив женщин и детей. Автор обыгрывает сходство одного из героев Челленджера с обезьяньим царём. Разница между ними заключалась лишь в высоком «благородном» лбе европейца, представлявшим разительный контраст с низким приплюснутым лбом обезьяночеловека. Это сходство является не только комической чертой. За ним стоит вера Конан Дойла в способность обезьяночеловека, а следовательно, и её потомка, современного человека, к эволюции.
Критическими репликами на эти произведения стали романы Владимира Обручева «Плутония» (1915; опубликован в 1924) и «Земля Санникова, или Последние онкилоны» (1924; опубликован в 1926). Первый написан под влиянием «Путешествия к центру Земли» Жюль Верна, а второй — в качестве реакции на «Заколдованную землю» Глоухи и «Затерянный мир» Конан Дойла. Несмотря на негативную оценку своих литературных предшественников, В. Обручев использовал разработанные ими сюжеты, предлагая читателям новые редакции уже знакомых приключений. Однако просветительский пафос приводит к тому, что объём и «научная выверенность» знаний в таких сферах, как палеонтология, палеоантропология, археология, этнография, включая описание жизни первобытных охотников-собирателей, группового брака, матриархата и др. в работах Обручева существенно выше, чем у его предшественников. Описания неандертальцев в «Плутонии» и палеолитических охотников вампу в «Земле Санникова» значительно более подробные, чем предыдущие, но построены по той же схеме, что в произведениях Жюль Верна, Джека Лондона, Карела Глоухи и Конан Дойла.
Во всех данных изображениях присутствует большое число общих элементов: первобытный человек длиннорукий и коротконогий, волосатый и сутулый, с низким, скошенным лбом, глубоко сидящими глазами, приплюснутым носом, выступающими вперед челюстями, с орудием или оружием (дубиной) в руках. Все эти семантические блоки в той или иной мере связаны преемственностью и опорой на визуализацию первобытных людей. Присутствуют также описания «речи первобытных людей», опиравшиеся на существовавшие в то время представлениях о «примитивных языках», которые отчасти сохраняются и позднее. Предположительно сама возможность «увидеть доисторического человека», которая была предоставлена палеоантропологическими реконструкциями в конце XIX — начале XX века, стала для писателей центральной темой их литературного фантазирования. В данном отношении эти произведения отличаются от таких произведений, как «Приключения доисторического мальчика» Эрнста д’Эрвильи (1888) или цикл романов Жозефа Рони-старшего («Ксипехузы», 1887; «Вамирэх», 1892; «Борьба за огонь», 1909; «Пещерный лев», 1918; и «Эльвор с Голубой реки», 1929), опиравшиеся на те же научные открытия, но повествующие о жизни первобытных людей, не помещая их в удалённых «биосферных заповедниках», что исключало также «непосредственное свидетельство» современного автору европейского путешественника.
Научно-фантастическая литература, начиная с Жюль Верна, допустила непосредственную встречу с первобытным человеком, а также сформулировала предположения об условиях и результатах этой встречи. Эти идеи, видимо, возникли под интеллектуальным воздействия дарвинизма, конкретнее — в рамках понимания того факта, что в живой природе могут сосуществовать биологические виды, которые возникли на разных ступенях эволюции, включая и их «предковые», «реликтовые» формы. Для массового читателя художественный вымысел оставался таковым, однако сама ситуация встречи была обозначена. Читателями этих журналов и книг были, вероятно, также европейские, в первую очередь британские, первопроходцы, военные, альпинисты, натуралисты и исследователи Гималаев, включая майора Лоуренса Уэдделла (1889), подполковника Ч. Говарда-Бери (1921), фотографа А. Томбази (1925) и других.
Со второй половины XIX веках в записки европейских и русских путешественников по Центральной Азии передают сообщения и рассказы местных жителей о диком человеке, обитающем в горах или других труднодоступных местах. Подобные сведения читаются также в исторических, географических, медицинских сочинениях более ранних периодов. Согласно этим текстам, «низшая мифология» некоторых архаическимх культур включает человекоподобных существ, поросших звериной шерстью, которые не имеют одежды, не пользуются огнём и не владеют членораздельной речью. Они скрытным образом живут в горных пещерах, в пустынях, лесных местностях и лишь изредка вступают в контакт с людьми, чаще недружелюбный.
Реликтовый гоминид, который случайно получил название «снежный человек» был «обнаружен» в легендах о «диком человеке» с центральноазиатских высокогорий. В основном с 1950-х годов возникла гоминология, ненаучное направление, направленное на поиски снежного человека и сбор сведений о нём. Инструментом такой интерпретации местных фольклорных текстов (интерпретацией «первого порядка») стали смелые, но не получившие подтверждения гипотезы о существовании реликтового гоминида. С. Ю. Неклюдов отмечал, что «ни сам объект поисков, ни продукты его жизнедеятельности, ни его останки не были найдены, а все, что предъявлялось, не выдерживало биологической экспертизы. Чем дальше, тем больше крепла уверенность, что за данными текстами не стоит ничего, кроме локальных образов „низшей мифологии“, хотя и в весьма специфических формах».
При этом местная традиция трансформировалась под влиянием популярной культуры и стала предлагать энтузиастам, ищущим снежного человека, именно ту информацию, которую они ожидают услышать. Сличение записей гоминологических экспедиций с небольшим числом старых («первичных») источников позволяет предполагать, что местный фольклор оказался чувствительным к запросам поисковиков, а коммуникативные задания последних непредумышленно регулировали как отбор, так и содержательный состав текстов. В результате этого процесса местные традиции обогатились палеоантропологическими идеями и сами стали предлагать поисковикам уточненную интерпретацию собственных сообщений. Эта «реверсивная» интерпретация стала основным материалом, с которым работает современная гоминология.
Легенда о снежном человеке перешла в масштабную продукцию массовой культуры, книжную и кинематографическую, литературу жанр фэнтези, «литературу ужасов» и др. Эта продукция, в свою очередь, легко усваивается фольклором.

## Стереотипы
Согласно устойчивому стереотипу, «древние люди» были одеты в звериные шкуры и пользовались дубинами. Находки доисторических «дубин» археологам неизвестны. Нет находок также накидок из шкур, однако, вероятно, что-то подобное древние люди всё же носили. Косматый дикарь в шкуре и с увесистой дубиной является классическим образом массовой культуры, но имеет ранние истоки. Из вавилонских, ассирийских, аккадских и шумерских источников известен образ друга и соратника Гильгамеша — Энкиду, дикого волосатого человека, обитающего на лоне природы. О диких людях писал Тит Лукреций Кар в поэме О природе вещей I века до н. э.). Образ «пещерного человека с дубиной» восходит к персонажу, известному как дикий человек, популярному в Средневековье. Он изображался в европейской литературе и декоративном искусстве, встречается на гобеленах, барельефах, монетах, гербах. Дикий человек сплошь покрыт волосами, в руках сжимает дубину. В 1758 году Карл Линней, описавая вид Homo sapiens, выделил в его составе особую группу Ferus — «дикий, или одичавший человек». В последней четверти XIX века образ «дикого человека» хорошо сочетался с новой идеей происхождения человека от животных. Предположительно, современный образ пещерного троглодита появился на страницах популярных изданий XIX века, откуда попал в кинематограф. Люди каменного века изображались согласно представлениям о том, каким должны быть настоящие дикари — могучие, мохнатые и безжалостные. Такой образ отражён в рассказе Герберта Уэллса, «Это было в каменном веке» (1897), работе Жозефа Рони-старшего, «Вамирэх» (1892). В. Обручев в своей «Земле Санникова» (1924), описывал звероподобных вампу — неандертальцев или питекантропов, обитавших «зимой в пещерах, а летом на деревьях, как птицы в гнездах» и вооружённых «традиционными» дубинами. «Пещерный человек» стал своего рода брендом, персонажем рекламных роликов и комедийных мультсериалов («Флинстоуны», с 1960).
Слово «троглодит», встречающееся ещё у Геродота, с греческого означает «пещерный житель». В пещерах жили циклопы из «Одиссеи» Гомера. В XIX—XX веках представления о «пещерных людях», как казалось, получили подтверждения благодаря находкам в пещерах Западной Европы. Останки синантропов также были извлечены из отложений, которые заполняли пещеру. Было описано большое число пещер с наскальной живописью. Однако, по данным учёных, во многих из этих пещер люди в действительности не проживали. Например, жилой не являлась пещера Ласко во Франции, где найден известный «зал быков». Австралопитеки в Южной Африке также находят в карстовых пещерах, однако для них пещера не была убежищем, а местоположение этих останков является результатом деятельности хищников. Другой известной пещерной находкой стали останки австралопитеков седибы, в случае которых пещера стала смертельной ловушкой. Древнейшие известные стоянки людей, — в местонахождениях Гона, Омо, Хадар (Эфиопия), Канжера (Кения), Олдувай (Танзания), Сенга и Семлики (Ишанго) (Конго) — расположены на открытой местности. В африканской саванне нет большого числа пещер. Кроме того, современные неолитические сообщества Африки, Австралии и Южной Америки не проживают в пещерах. Однако в древности пещеры всё же могли использоваться как укрытия сезонные стоянки, места погребений, например, погребения неандертальцев в пещерах и гротах. Оставленная человеком открытая стоянка, как правило, быстро исчезала под воздействием природных факторов, чем и может объясняться, почему многочисленные находки, связанные с антропогенезом, сделаны именно в пещерах
В массовой культуре «пещерный человек» иногда помещается в эру динозавров, что является художественным вымыслом. Ещё в «Затерянном мире» Конан Дойля на описан изолированный оазис реликтовой флоры и фауны на труднодоступном плато в Южной Америке, где динозавры и птеродактили живут вместе с откровенно несимпатичными обезьянолюдьми и намного более приятными в общении первобытными индейцами. Этот эталон был зафиксирован большим числом экранизаций романа; первая вышла в 1926 году. «Пещерный человек» совмещается с динозавром уже в немом фильме Дэвида Уорка Гриффита «Грубая сила» 1914 года (первое появление динозавров в кино). Кинематограф и массовая культура и в дальнейшем влияли на распространение мифа о сосуществовании людей и динозавров. Так, в американском комедийном мультсериале «Флинтстоуны» (с 1960) динозавры являются транспортными средствами и домашними питомцами пещерного человека.
К числу других мифов относится обитание древних людей в холодных северных широтах, на границе с ледником. Согласно современным научным представлениям, человек сформировался в Африке, там же появился и вид Homo sapiens. Лишь на поздних этапах эволюции люди освоили север Евразии; первыми это сделали неандертальцы, но они также не доходили до ледника. Крайний Север заселили только кроманьонцы, на тысячелетия позже. Первобытный человек обычно изображается волосатым. Волосяной покров быстро разлагается, поэтому вопрос в науке не решён; однако вероятно, что волосяной покров исчез уже на ранних стадиях антопогенеза. Осанка и пропорции тела также стереотипы — древние люди ходили сгорбившись, руки имели до колен, ноги короткие и кривые. Считалось, что тело «очеловечивалось» постепенно и синхронно. Этот образ сформировался в начале XX века на основании ранних представлений о человеческой эволюции; важную роль в создании мифа сыграл французский антрополог Марселин Буль, в книге 1911 года, посвящённой скелету неандертальского старика из Ля Шапель-о-Сен, описавший неандертальца в качестве сутулого существа с вытянутой вперед шеей, которое перемещалось на полусогнутых ногах; образ дополнила известная работа художника Франтишека Купки. Стереотипу способствовало изучение скелета неандертальского старика, возрастные изменения которое учёные ошибочно трактовали как присущие всему виду. Согласно современным научным знаниям, почти современные пропорции и строение тела, исключая черепа, сложились у древних людей уже к периоду 1,5 млн лет назад. В массовом сознании древние люди представляются как очень агрессивные и постоянно воюющие друг с другом, поскольку у дикарей не было моральных ограничителей. Однако нет доказательств особой агрессивности древнего человека. Находок со следами насилия вплоть до конца верхнего палеолита известно крайне мало. Согаласно другому мифу, в первобытности мужчины заполучали женщин в основном с помощью силы. Образ доисторического насильника, которые тащит упирающуюся самку в пещеру, — еще один образ, созданный современной массовой культурой. О сексуальном насилии в первобытный период мы почти ничего не известно. если следовать аналогиям с современными человекообразными обезьянами и с обычаями в обществах современных охотников-собирателей, представления о первобытном мужчине-насильнике не имеют научного
обоснования. Распространено представление, что у первобытных людей царил матриархат, позднее сменившийся властью мужчин. Идея матриархата в древних человеческих сообществах была выдвинута этнографами и социологами XIX века, такими как Иоганн Якоб Бахофен и Льюис Морган. Это предположение было высказано на основании ограниченных данных. В XX веке с накопилением достаточного объёма этнографических сведений, наука пришла к выводу, что матриархальные общества представляют собой редкое явление.
Популярна идея (риторический приём), что «человек произошёл не от обезьяны — у человека и обезьяны был общий предок». Ошибочность этого утверждения заключается в принадлежности как самого человека, так и его последнего общего с современными обезьянами предка к подотряду Обезьяны (лат. Haplorhini) и семейству Гоминиды (лат. Hominidae) внутри этого подотряда. Обезьяны, или «сухоносые» приматы (лат. Haplorhini) — подотряд отряда приматов класса млекопитающих, включающий как вид Человек разумный, так и ряд его вымерших предков. Наиболее близкими к человеку современными биологическими видами являются два вида рода Шимпанзе (лат. Pan). По данным палеонтологии и генетики эволюционные пути человека и шимпанзе разошлись не более 7 млн лет назад. В 2007 году был описан накалипитек — предположительный общий предок человека, шимпанзе и горилл, возрастом 10 млн лет, являвшийся обезьяной. Обезьянами были также предполагаемые предок всех человекообразных — руквапитек (25 млн лет), общий предок человекообразных и мартышкообразных — саадания (29 млн лет) и общий предок всех обезьян — архицебус (55 млн лет).
Популярной, в частности в среде сторонников креационизма, является идея, что «недостающее звено между обезьяной и человеком не найдено». Термин «недостающее звено» используется с XIX века. Так, немецкий естествоиспытатель Эрнст Геккель выдвинул предположение, что между человеком и его предком (древней обезьяной) должно было существовать промежуточное звено — «питекантроп» («обезьяночеловек»), останки которого в то время ещё не были найдены. В этом смысле термин «недостающее звено» используется до настоящего времени, в основном журналистами и авторами популярной литературы. Утверждение, что «недостающее звено между (древней) обезьяной и человеком не найдено», стало заблуждением примерно в 1970-е годы, когда был накоплен материал по всем основным стадиям эволюции человека. Проблема недостающих звеньев в антропогенезе окончательно потеряла актуальность в конце XX — начале XXI века с описанием группы ранних австралопитеков. В настоящее время учёным известно не одно переходное звено, а целая цепочка переходных форм («промежутки между промежуточными звеньями»). Регулярно открываются новые виды ископаемых гоминид.